# Antocha opalizans
Antocha opalizans är en tvåvingeart som beskrevs av Osten Sacken 1860. Antocha opalizans ingår i släktet Antocha och familjen småharkrankar. Inga underarter finns listade i Catalogue of Life.